# Hoya nummularioides
Hoya nummularioides är en oleanderväxtart som beskrevs av Julien Noël Costantin. Hoya nummularioides ingår i släktet Hoya och familjen oleanderväxter. Inga underarter finns listade i Catalogue of Life.